# USA's kommunistiske parti
USA's kommunistiske parti (eng: Communist Party of the United States of America eller blot CPUSA) er et  amerikansk venstrefløjsparti, der blev grundlagt i 1919 og tilknyttet Komintern. I dag fører partiet ikke en revolutionær politik. Partiet har ikke siden 1984 opstillet til valg.[kilde mangler]

## Historie
USA's kommunistiske parti repræsenterede den oprindelige kommunistiske bevægelse i USA, men i årenes løb blev CPUSA's politiske grundlag forandret.
I partiets første år var der splittelse mellem de sovjettro kommunister og trotskisterne, hvor partiets majoritet stillede sig på den Marxistisk-Leninistiske siden og fulgte Kominterns linje, og en mindre gruppe brød ud og stiftede Socialist Workers Party. CPUSA havde i 1919 60.000 medlemmer, og partiet var i den første halvdel af det 20. århundrede det største og meste indflydelsesrige kommunistparti udenfor Sovjetunionen.[kilde mangler] CPUSA spillede en prominent rolle i den amerikanske arbejderbevægelse fra 1920'erne og frem, og blev kendt for at bekæmpe racisme og raceadskillelse. 
I dag fornægter partiet det revolutionære i marxismen, og opfordrer sine sympatisører til at stemme på Det Demokratiske parti.

## Kendte medlemmer
- Gus Hall
- Pete Seeger
- W.E.B. DuBois
- Angela Davis
- Paul Robeson
- Elia Kazan
- Theodore Dreiser